# Евдокимов, Глеб Михайлович
Глеб Михайлович Евдокимов (16 апреля 1923, Москва — 1994) — советский советский артист балета, балетный педагог.

## Биография
В 1932—1941 гг. учился в Московском хореографическом училище у Александра Руденко, занимался также под руководством Николая Тарасова.
Сразу по окончании училища был принят в труппу Большого театра и оставался её солистом в 1941—1961 гг.
В 1959—1969 гг. преподавал в Московском хореографическом училище, среди его учеников Михаил Габович и Вадим Тедеев, вспоминавший о своём наставнике как об одном из лучших танцовщиков Большого театра и требовательном педагоге.
Жена — Римма Карельская, также солистка балета.